# Хуан Мануел Фанхио
Хуан Мануел Фанхио (шп. Juan Manuel Fangio; 24. јуна 1911. — 17. јула 1995), често правописно неправилно Фанђо, је аргентински возач Формуле један. Фанђо је доминирао првом деценијом вожње формуле 1. Освојио је пет титула најбољег возача сезоне: 1951. са тимом Алфа Ромео, 1954. са Масератијем, 1955. са Мерцедес-Бенцом, 1956. са Фераријем, и 1957. (поново) са Масератијем. Тај рекорд од пет титула је тек након пола века оборио Михаел Шумахер. Фанхио је једини аргентински возач који је освојио Велику награду Аргентине, коју је он освојио четири пута у каријери, више него било који други возач.

## Младост
Фанхио је рођен на празник Св. Јована Крститеља године 1911. у Балкарсу, малом граду у покрајини Буенос Ајрес. Занимљиво је да је његов родни лист грешком носио као датум рођења 23. јун. Био је четврти од шесторо деце у породици.
Фанхиов деда Ђузепе Фанхио емигрирао је у Аргентину 1887. године. Након три године, зарадивши новац производњом угла, успео је да купи фарму у близини Балкаркенакон. Фанхиов отац Лорето, емигрирао је у Аргентину из малог града у средишњој Италији, Кастиљоне Месер Марино. Његова мајка Херминиа Дéрано била је из места Торнаречо. Оба родитеља били су из провинције Кјети у регији Абруцо. Венчали су се 24. октобра 1903. Живели су на различитим фармама где је мајка била домаћица, а отац је радио у грађевинарству поставши каменорезачки приправник.
Када му је било 13 година Фанхио је прекинуо школовање и почео да ради као помоћник механичара, а са 16 година већ је наступао као механичар за муштерије свог послодавца. У то је доба једва преживео упалу плућа. Разболео се након фудбалске утакмице у којој је претерао с трчањем што је проузрочило оштар бол у прсима. Следећа два месеца, док је лежао у постељи, његовала га је мајка..

## Пре формуле 1
Започео је своју каријеру у Аргентини године 1934., возећи 1929 Форд модел А којег је обновио. За  време трка по Аргентини, возио је Шевролетове аутомобиле и био је аргентински државни првак године 1940. и 1941. Први пут је дошао у Европу за трку године 1948, када су га финанцирали аргентински аутоклуб и аргентинска влада. Фанхио је учествовао у својој првој трци у Туристичкој категорији од 18. до 30. октобра 1938. као сувозач Луиса Финочиетија. Фанхио је возио већим делом трке и освојио седмо мјесто. У новембру исте године требао је да учествује у такмичењу 400 km Трес Аројоса, али је трка била отказана због несреће.
Током 1938. водио је екипу Шевролета у тзв. „Турисмо Каретера” класи такмичећи се за Велику награду Аргентине. Иако је трка била привремено прекинута због јаке кише, наставила се у Кордоби, где је Фанхио остварио прву етапну победу за себе и за екипу победивши у четвртој етапи од места Катамарка до Сан Хуана. Коначно је у октобру исте године, након пређених 9500 km тркујући се на територији Аргентине, Боливије и Перуа, освојио своју прву победу у класи „Турисмо Каретера” освајањем Међународне велике награде север. Тако је постао првак Аргентине у тој класи, први икада који је возио за екипу Шевролета.
Током 1941. победио је Оскара Галвеза на Великој награди Жетулио Варгас у Бразилу. Те је године по други пут окруњен за првака Аргентине у класи „Турисмо Каретера”. Идуће године победио је на трци „Мар и Сиерас”, али је затим морао да прекине све с аутомобилизмом повезане активности због Другог светског рата.
Након дужег периода тркаће неактивности због рата током 1946. и 1947. Фанхио се вратио тркама учествујући у две трке возећи чак и Форд Т, као и на трци за Награду града Росарија.

## Формула 1
Фанхиово прво учествовање на тркама за Велике награде догодило се 1948. на Великој награди Француске у Ремсу. Возио је аутомобил Симка Гордини стартујући са једанаесте позиције, али је током трке одустао. Следећи покушај је дошао тек идуће године у Санрему. Овог пута је био за воланом Масерати 4CLT/48 који је спонзорирао Аутомобилски клуб Аргентине. Доминирао је победивши у оба предвиђена дела трке и освојио укупну победу са готово минутом предности испред познатог возача Принца Бире. Током 1949. Фанхио је учествовао у још шест трка за Велике награде, победивши у четири, такмичећи се са возачима из највише класе.
За разлику од каснијих возача Формуле 1, Фанхио је започео своју тркачку каријеру у већ поодмаклом добу те је у многим тркама у којима је учествовао био најстарији учесник. Као и остали возачи његовог доба тркао се практично без икакве заштитне опреме на стазама које углавном нису биле опремљене било каквим сигурносним средствима. Био је познат по томе што се није устезао напустити екипу и оде у другу након успешне сезоне, па чак ни усред сезоне, ако је мислио да ће у другој екипи имати бољи аутомобил и боље шансе за успех. Неколико резултата које је постигао у тркама делио је с екипним колегама након што би преузео њихов аутомобил током трке када би његов аутомобил имао техничких проблема. При томе је с њима делио и бодове који су се рачунали за светско првенство, а што је тада било у складу с важећим правилима. Возио је у време када су међу његовим ривалима на стази биле возачке легенде попут Алберта Аскариja, Ђузепа Фаринe и Стирлинга Моса. Каријера му је у знатној мери била помогнута и финансирањем од стране аргентинске владе под водством Хуана Перона.

## Живот након Формуле 1
Фанхио је био почасни председник испоставе компаније Мерцедес-Бенз у Аргентини од 1987, годину дана након отварања њему посвећеног музеја, до смрти 1995. године. Године 2011, на стогодишњицу његовог рођења, у сећање на њега широм света су одржаване различите свечаности.

## Тркачки рекорди

### Комплетни резултати светског првенства Формуле 1
| Година | Учесник                   | Шасија             | Мотор              | 1     | 2   | 3   | 4    | 5   | 6 | 7     | 8  | 9   | 10 | 11 | WDC | [ 1 ]       |
| ------ | ------------------------- | ------------------ | ------------------ | ----- | --- | --- | ---- | --- | - | ----- | -- | --- | -- | -- | --- | ----------- |
| 1950   | Алфа Ромео                | Алфа Ромео 158     | Алфа Ромео 158 1.5 | Ret   | 1   | 500 | Ret  | 1   | 1 | Ret*  |    |     |    |    | 2.  | 27          |
| 1951   | Алфа Ромео                | Алфа Ромео 159     | Алфа Ромео         | 1     | 500 | 9   | 1*   | 2   | 2 | Ret   | 1  |     |    |    | 1.  | 31 (37)     |
| 1953   | Званични Алфиери Мазерати | Мазерати           | Мазерати           | Ret   | 500 | Ret | Ret* | 2   | 2 | 2     | 4* | 1   |    |    | 2.  | 28 (29 1⁄2) |
| 1954   | Званични Алфиери Мазерати | Мазерати           | Мазерати           | ARG 1 | 500 | 1   |      |     |   |       |    |     |    |    | 1.  | 42 (57 1⁄7) |
| 1954   | Дејмлер Бенз              | Мерцедес-Бенз W196 | Мерцедес           |       |     |     | 1†   | 4†  | 1 | 1     | 1† | 3   |    |    | 1.  | 42 (57 1⁄7) |
| 1955   | Дејмлер Бенз              | Мерцедес-Бенз W196 | Мерцедес M196 2.5  | 1     | Ret | 500 | 1    | 1   | 2 | 1†    |    |     |    |    | 1.  | 40 (41)     |
| 1956   | Скудерија Ферари          | Ланчија-Ферари     | Ферари 2.5         | 1*    | 2*  | 500 | Ret  | 4   | 1 | 1     | 2* |     |    |    | 1.  | 30 (33)     |
| 1957   | Званични Алфиери Мазерати | Мазерати           | Мазерати 250F1 2.5 | 1     | 1   | 500 | 1    | Ret | 1 | PES 2 | 2  |     |    |    | 1.  | 40 (46)     |
| 1958   | Скудерија суд американа   | Мазерати           | Мазерати           | 4     |     |     |      |     |   |       |    |     |    |    | 14. | 7           |
| 1958   | Нови ауто клима уређај    | Куртис Крафт       | Нови 3.0           |       |     |     | 500  |     |   |       |    |     |    |    | 14. | 7           |
| 1958   | Хуан Мануел Фанхио        | Мазерати           | Мазерати           |       |     |     |      |     | 4 |       |    | POR |    |    | 14. | 7           |

* Заједнички погон .
† Аутомобил је возио са поједностављеном каросеријом пуне ширине .